# Ficus natalensis
Espèce
Synonymes
- Ficus columbarum Hochst. ex Krauss[1]
- Ficus durbanii Warb.[1]
- Ficus mammosa Lebrun[1]
- Ficus natalensis var. pedunculata Sim[1]
- Ficus scutata Lebrun[1]
- Ficus variabilis De Wild.[1]
- Urostigma natalense Miq.[1]

Statut de conservation UICN

 LC  : Préoccupation mineure
Ficus natalensis est une espèce d'arbre de la famille des Moraceae répandu à travers une grande partie de l'Afrique, depuis le Kwazulu-Natal au sud jusqu'au Sénégal vers le nord-ouest et au Kenya vers le nord-est.

## Utilisation
En Ouganda, son écorce est utilisée pour fabriquer un tissu traditionnel, fabrication placée depuis 2005 sur la Liste représentative du patrimoine culturel immatériel de l’humanité.